# St. Ulrich (Burkhardsrieth)

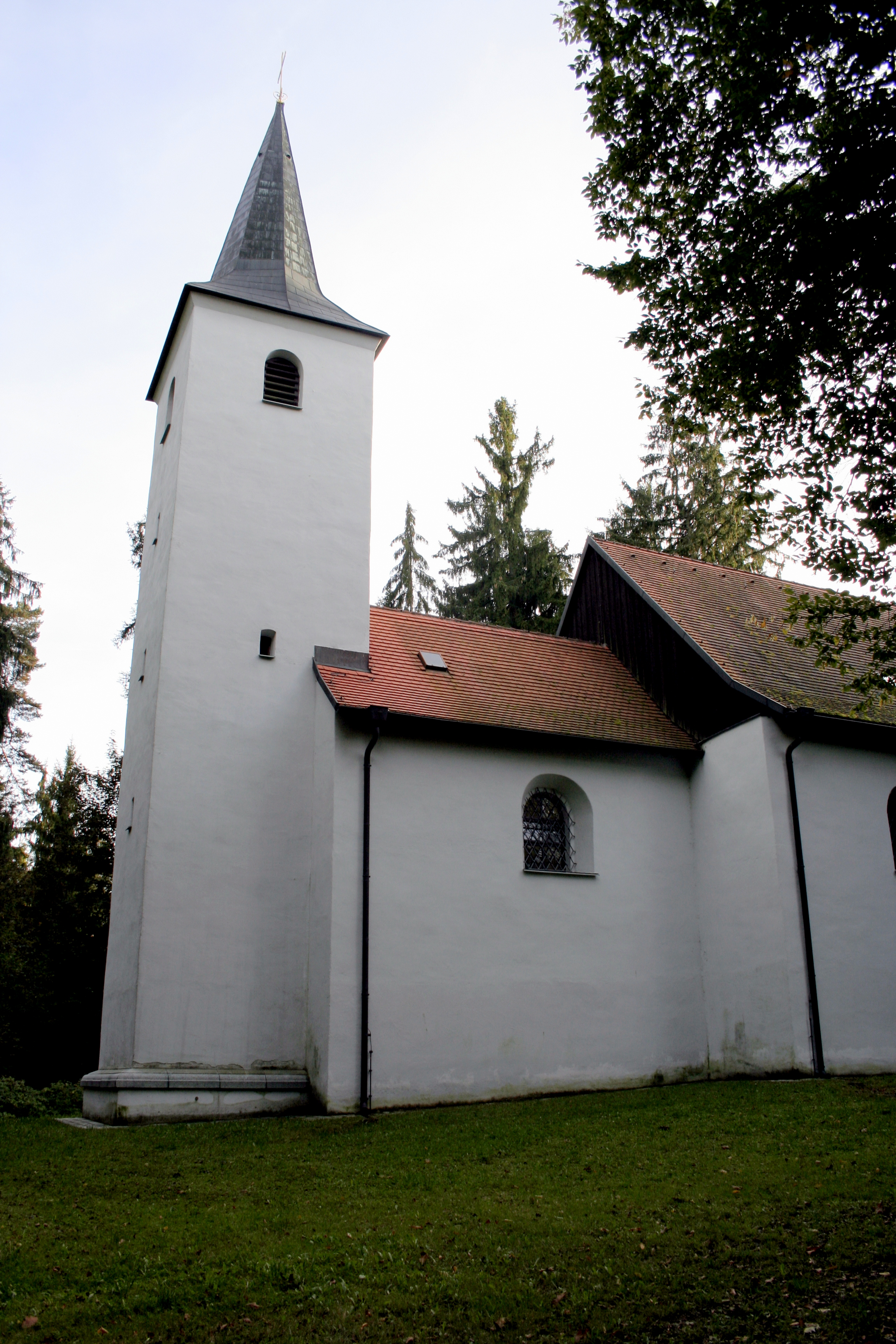
Wallfahrtskirche St. Ulrich in Burkhardsrieth

Die römisch-katholische Wallfahrtskirche St. Ulrich im Ortsteil Burkhardsrieth der oberpfälzischen Stadt Pleystein gehört zur Expositur Burkhardsrieth der „Pfarrei Pleystein“.

## Geschichte
Die Gründung dieser Kirche geht vermutlich auf den Landgrafen von Leuchtenberg Ulrich I. zurück. Nach einer Urkunde vom 11. April 1397 ist von einer Kapelle auf dem Matzlsberg (heute Ulrichsberg) die Rede, in der dreimal in der Woche eine Heilige Messe zu Ehren des hl. Ulrich und für das Seelenheil der Leuchtenberger gehalten wurde. Diese geht auf eine Stiftung von Landgraf Johann I. (1334–1407) und seines früh verstorbenen Sohnes Sigost († 1398) zurück. Nach einem Bericht von 1556 heißt es, dass das Dach und Holzwerk der Kirche „ganz und gar eingefallen ist, obwohl die Burkhardsriether dort an fast allen Sonn- und Feiertagen den Gottesdienst verrichtet und dorthin gewallfahrtet sind.“ Die Wallfahrten zu der später neu errichteten Kirche finden auch heute noch statt.
Der Neubau der Kirche wurde durch Franz Ferdinand von Rummel, dem späteren Fürstbischof der Diözese Wien, angeregt. 1689 wurde mit der Errichtung der Kirche trotz des Widerstands von Seiten des Pleysteiner Pfarrers Wedl begonnen. Da sich dieser von dem Kirchenbau distanziert hatte, wurde sie von dem Vicedekan Lic. Johann Teutschmann, Pfarrer von Tännesberg, eingeweiht und mit einem Fest, veranstaltet von dem Herrn von Rummel, gefeiert. Stadtpfarrer Puchtler von Pleystein weihte 1769 hier einen neuen Kreuzweg ein, Papst Pius IV. verlieh allen, welche die Kirche am 4. Juli (dem Todestag des hl. Ulrich) besuchen, einen vollkommenen Ablass. Im Zuge der Säkularisation plante man, das Kirchlein abzureißen, was aber nicht gemacht wurde.
Neben der Kirche bestand von 1726 bis 1830 eine von Eremiten bewohnte Klause. Als erster Eremit wird Abraham Schindler genannt, der die von Baronin Rummel auf Pfrentsch erbaute Klause 1726 bezog. Vom Kastenamt Pleystein wurden ihm ab 1733 zwei Achtel Korn gewährt und er versprach, in seinem „täglichen Gebet nicht nachzulassen“. 1748 lebte in der Klause Frater Wolfgang Huninger. Ab 1758 lebte hier ein zweiter Frater, Joseph Hermann. Die beiden ersuchten 1767 um eine größere Holzzuteilung. Der Eremit Abraham Schindler verstarb am 27. September 1769 bei dem Benefiziaten Wölfl in Waldau. Joseph Hermann bezog zuerst über seinen Bruder die notwendigen Lebensmittel; als dieser sein Anwesen in Burkhardsrieth verkaufte, suchte er bei der Herrschaft Pleystein um die Versorgung mit zwei Achtel Korn an. Er verstarb am 10. Mai 1795. Die Klause wurde danach an Frater Ephraim Wisner übergeben. Dieser wurde am 1. Juli 1808 von der Königlich Bayerischen Landesdirektion ermahnt und mit schärfsten Strafen bedroht, da er unbefugt am Ulrichsberg eine Winkelschule betreibe. Am 30. März 1830 ist er verstorben. Nach ihm wohnte ein gewisser Zehent in der Klause; dieser hatte einen schlechten Ruf, da er unsittlich mit Weibsbildern gelebt haben soll. Deshalb wurde die Klause abgerissen und das Material zum Bau des heute unter Denkmalschutz stehenden „Schneiderhauses“ in Burkhardsrieth (Haus Nr. 20) verwendet. Der Kreuzweg der Klause wurde in die Kapelle von Pfrentsch verbracht.
Nach dem Brand der Ortskirche St. Nikolaus 1879 wurden auf dem Ulrichsberg alle Gottesdienste abgehalten. Es ging später noch das Gerücht herum, dass Schmuggler das von Böhmen herausgebrachte Vieh in der Kirche eingestellt hätten, um es vor den Grenzaufsehern zu verbergen. Eine Anfrage von Pfarrer Steger von 1931 an das Ordinariat in Regensburg, ob deswegen die Kirche neu geweiht werden müsste, wurde abschlägig beantwortet, durch das Einstellen von Vieh würde eine Kirche nicht exsekriert. Am 24. Dezember 1960 wurde am Ulrichsberg erstmals die Christmette gefeiert.

## Baulichkeit
Der Kirchenbau ist eine Saalkirche mit einem Walmdach und einem zurückspringenden Rechteckchor auf dem 501 Meter hohen Ulrichsberg. Zur Kirche gehört ein angebauter Chorscheitelturm, der von einem Spitzhelm abgeschlossen wird. Die Jahreszahl „1689“ verweist auf den Neubau der Wallfahrtskirche.
Zwischen 1957 und 1961 fand eine umfassende Renovierung statt, der von einem neu gegründeten „Ulrichsverein Burkhardsrieth“ betrieben wurde. Eine Außenrenovierung mit Dacherneuerung fand 1979 statt.

## Ausstattung
Die Kirche besitzt drei frühbarocke Altäre mit Akanthuswerk. 1960 wurden von dem Kirchenmaler Michael Neunert aus Amberg Decke und Wände neu ausgemalt. Bei dieser Gelegenheit wurden auch die drei Altäre, die Kanzel, zwölf Heiligenfiguren und drei Kreuze neu gefasst. Die Kirche besitzt eine hölzerne Empore und eine Kassettendecke.